# Port lotniczy Atbara
Port lotniczy Atbara (IATA: ATB, ICAO: HSAT) – port lotniczy położony w Atbarze, w Sudanie.